# Cerro Azul (Equador)
Cerro Azul és un volcà en escut que es troba al sud-oest de l'illa Isabela, a les illes Galápagos, Equador. Amb una alçada de 1.689 msnm és el segon cim més alt de l'arxipèlag. És un dels volcans més actius de les Galápagos, amb l'última erupció entre maig i juny de 2008. Consta d'una gran caldera de 4x5 quilòmetres i 650 metres de profunditat.